# Youssouf Traoré (Fußballspieler, 1991)
Youssouf Traoré (* 29. Januar 1991) ist ein ivorischer Fußballspieler.

## Spielerkarriere
Traoré begann seine Karriere in der Saison 2008/09 bei den BSC Young Boys in der höchsten Schweizer Spielklasse, für dessen Profimannschaft er am 16. Mai 2009 in der Partie gegen den FC Aarau in der Axpo Super League debütierte. Er wurde in der 70. Minute für den Mittelfeldakteur Guillermo Ariel Pereyra eingewechselt. Insgesamt erhielt er in jener Saison drei Einsätze bei den Bernern und blieb ohne Torerfolg. Auch in der Spielzeit 2009/10 zählte Traoré nicht zum Stammkader der Young Boys und absolvierte nur zwei Partien als Einwechselspieler.
Zu Beginn der Saison 2010/11 wechselte Traoré zum FC Lausanne-Sport, wo er u. a. auch in der UEFA Europa League zum Einsatz kam und als persönlicher Höhepunkt gegen Lokomotive Moskau ein Tor schoss. Nach seiner Leihe kehrte er zurück zum BSC Young Boys, wo sein Vertrag im Jahr 2013 auslief.